# ثلاثية العجلات

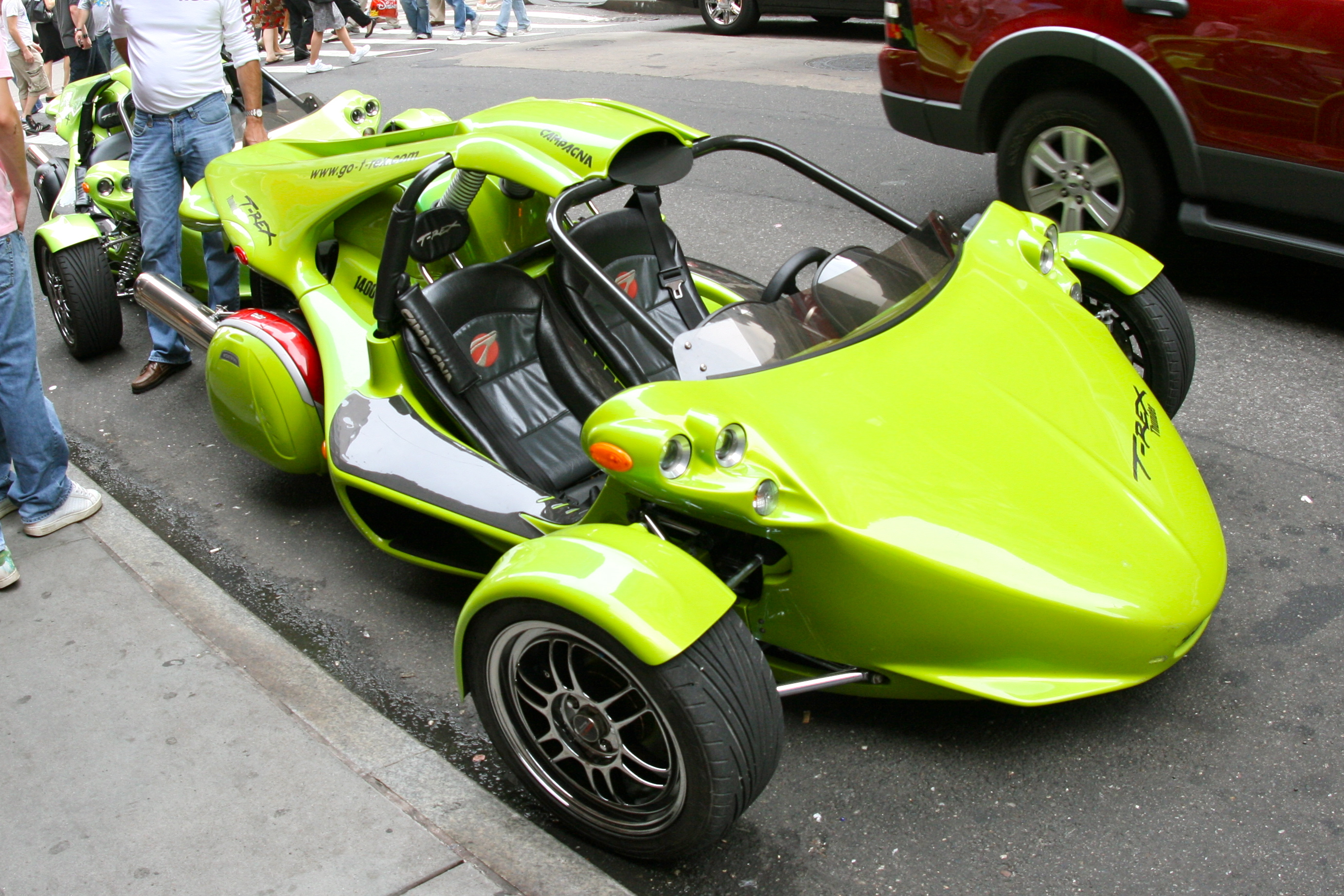
كامبانا تي ريكس

السيارة ثلاثية العجلات (بالإنجليزية: Three-wheeler)‏ هي مركبة ذات ثلاث عجلات. بعضها عبارة عن دراجات ثلاثية العجلات، والتي يمكن تصنيفها على أنها دراجات نارية، في حين أن البعض الآخر عبارة عن دراجات ثلاثية العجلات بدون محرك، وبعضها عبارة عن مركبات تعمل بالطاقة البشرية ومركبات تعمل بالحيوانات.

## نظرة عامة
غالبًا ما يطلق على العديد من المركبات ذات الثلاث عجلات الموجودة في شكل آلات تعتمد على الدراجات النارية ثلاثية العجلات، وغالبًا ما يكون لها عجلة أمامية واحدة وميكانيكا مماثلة لتلك الخاصة بالدراجة النارية والمحور الخلفي مشابه لمحور السيارة. غالبًا ما تكون هذه المركبات من صنع المالك باستخدام جزء من محرك خلفي فولكس فاغن بيتل مع مقدمة أمامية للدراجات النارية.
يمكن أن تحتوي العربات ذات الثلاث عجلات على عجلة واحدة في الخلف واثنتين في الأمام أو عجلة واحدة في الأمام واثنتان في الخلف. نظرًا لأمان أفضل عند الكبح، فإن الشكل الأكثر شيوعًا هو الدفع الأمامي «الشرغوف» أو «الدراجة ثلاثية العجلات العكسية» أحيانًا مع محرك أمامي ولكن عادةً مع محرك خلفي. كان الشكل البديل يشبه عربة بأربع عجلات مع فقدان عجلة أمامية.

## التاريخ

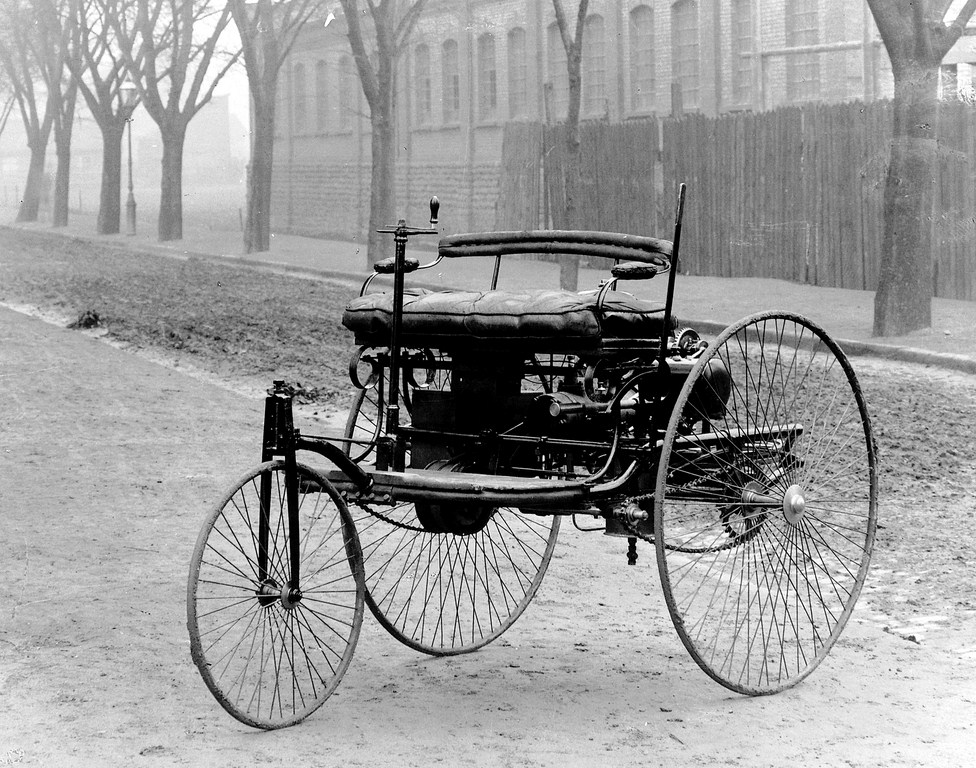
بنز باتينت موتورفاغن

طور كارل بنز، عددًا من النماذج ذات الثلاث عجلات. واحدة من هذه السيارات، بنز باتينت موتورفاغن، التي تعتبر أول سيارة بنيت لهذا الغرض. تم تصنيعها في عام 1885.
في عام 1896، عرض جون هنري نايت سيارة ثلاثية في المعرض الكبير. في عام 1897، صنع إدوارد بتلر سيارة بتلر بترولي سيكل، وهي سيارة أخرى ذات ثلاث عجلات.
تنافست سيارة كونتي بقوة 6 حصان (لكنها لم تكتمل) في سباق من بكين إلى باريس عام 1907.

## التسجيل
في الولايات المتحدة، تحدد الإدارة الوطنية للسلامة المرورية على الطرق السريعة المركبات ذات العجلات الثلاث وتنظمها كدراجات نارية. ومع ذلك، في عام 2015 تم تقديم مشروع قانون في الكونغرس من شأنه منع بعض المركبات ذات العجلات الثلاث من التصنيف كدراجات نارية في الولايات المتحدة، وبدلاً من ذلك تم إنشاء تصنيف جديد لـ «الدراجات الآلية».
تختلف متطلبات رخصة القيادة والتسجيل على أساس كل دولة على حدة. تطلب بعض الولايات من سائقي المركبات ذات العجلات الثلاث الحصول على رخصة دراجة نارية وتسجيل المركبة كدراجة نارية. تصنف بعض الولايات، بما في ذلك فرجينيا وكانساس وإنديانا، بعض المركبات ذات العجلات الثلاث كدراجات آلية. تُعرِّف فرجينيا الدراجة النارية بأنها «مركبة بمحرك بثلاث عجلات بها عجلة قيادة ومقاعد لا تتطلب من المشغل الوقوف أو الجلوس على جانب الطريق ويتم تصنيعها لتتوافق مع متطلبات السلامة الفيدرالية للدراجات النارية». تُعرِّف إنديانا الدراجة النارية بأنها «مركبة ذات ثلاث عجلات يقودها المشغل والراكب في منطقة جلوس مغلقة كليًا أو جزئيًا ومجهزة بما يلي: قفص متدحرج أو أطواق دوارة؛ أحزمة أمان لكل راكب؛ وفرامل؛ وهي مصممة ليتم التحكم فيها بواسطة عجلة قيادة ودواسات». في مناطق أخري، مثل كولومبيا البريطانية وكندا وكونيتيكت، تعتبر السيارة ذات الثلاث عجلات مع مقصورة ركاب مغلقة أو مقعد مغلق جزئيًا سيارة.[بحاجة لمصدر]